# Алекс Феррари (певец)
Алекс Феррари (порт. Alex Ferrari; род. 21 апреля 1982, Арикемис), настоящее имя — Леви де Оливьера Силва (порт. Levi de Oliveira Silva) — бразильский поп-певец и композитор. Известен благодаря песне «Bara Bará Bere Berê», которая заняла первое место в официальном французском чарте синглов и лидирующие места в хит-парадах других странах. Дебютный альбом Феррари — Bara Béré — был выпущен 12 ноября 2012 года.

## Дискография
Песни
- 2012: «Gatinha Assanhada»
- 2012: «Bara Bará Bere Berê»
- 2012: «Guere Guerê»
- 2012: «Te Pego e Pa»
- 2013: «Eta Eta Eta»
- 2013: «Sanfona Mix»
- 2013: «Danca Do DJ»
- 2013: «Novinha Assanhada»
- 2013: «Peguete»